# 派恩沃爾德 (新澤西州)
派恩沃爾德（英語：Pinewald）是位於美國新澤西州海洋縣的非建制地區。

## 歷史
派恩沃爾德的郵局於1905年設立，其後於1916年停運。

## 地理
派恩沃爾德所處的海拔為高於海平面11米（即36英呎），而該地所採用的時區為UTC-5，即北美东部时区（EST）。同時該地設有夏令時間，為UTC-5調快一小時，即UTC-4（EDT）。